# Austrosaropogon nigritibia
Austrosaropogon nigritibia är en tvåvingeart som beskrevs av Daniels 1991. Austrosaropogon nigritibia ingår i släktet Austrosaropogon och familjen rovflugor. Inga underarter finns listade i Catalogue of Life.